# 库赛河
库赛河，位于中华人民共和国青海省西南部玉树州治多县境内的一条河流，是库赛湖最大的入湖河流，发源于治多县西北部昆仑山脉东支博卡雷克塔格雪月山南麓，先正南流再转东流，于库赛湖西南岸入湖。河长140千米，流域面积2864平方千米，河源高程5200.00米，河道平均比降为5.18‰。流域地处内陆高寒地区，气候干燥寒冷，人迹罕至。河水径流主要依靠大气降水及冰雪融水补给。受全球变暖影响，库赛湖水位有上涨的趋势，在夏季上涨的湖水会冲出原有湖盆。如果水量持续上涨，湖水外流经海丁诺尔和盐湖，最终与楚玛尔河汇合流入通天河，库赛河有可能替代楚玛尔河成为长江的最北源。